# Frövi översteboställe

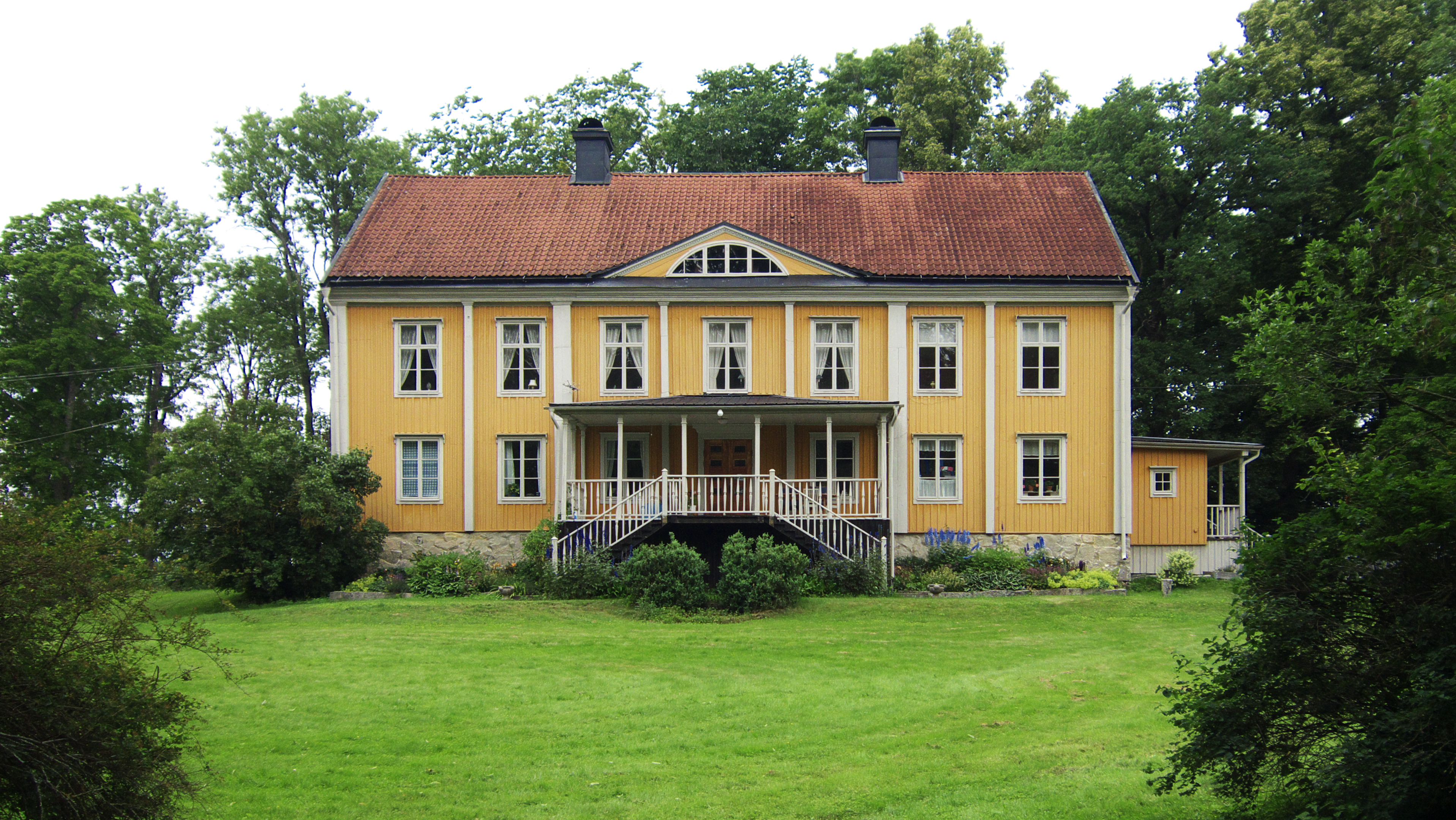
Frövi översteboställe

Frövi översteboställe är ett militärt boställe och statligt byggnadsminne i Skultuna socken norr om Västerås.